# 크레이지 리모
크레이지 리모(Crazy Limo)는 대한민국 경기도 용인시 처인구 포곡읍 전대리 199에 위치한 에버랜드의 아메리칸 어드벤쳐 (락스빌)에 위치했던 놀이기구다. 바이킹과 좌석 배열이 똑같지만 철창이 있고 360˚ 회전이 가능한 형태의 놀이기구였다.
키 제한은 120cm였다.

## 역사
크레이지 리모는 자연농원 시절인 1991년 9월 19일부터 개장했으며, 당시에는 하늘을 나는 상어란 컨셉으로, ‘샤크’라는 이름으로 개장했다. 승물 자체의 생김새도 묘하게 상어를 닮았고 승물의 반대편에도 상어 모양의 로고가 달렸다. 색상도 최근 때와는 달랐는데, 초창기의 색상은 하얀색과 청록색이 어우러진 색상이었다.
개장 초창기엔 자연농원(現.에버랜드) 내에서 꽤나 인기를 누려 왔지만, 2000년대에 접어들면서 샤크는 점차 탑승객들의 발길이 끊기기 시작했다. 2004년에 락스빌이 조성되자 샤크 또한 리뉴얼을 취하고자 색상이 노란색과 빨간색이 어우러진 색상으로 재도색, 로고도 기존 상어 로고에서 리무진이 그려진 로고로 변경, 명칭도 크레이지 리모로 개명이 이루어지면서 현재에 이르게 된다. 하지만 지속적인 인기 하락으로 인해 이는 오래 가지 못했고, 결국 크레이지 리모는 2007년 4월부로 운행이 종료되어 철거, 철거된 자리엔 2008년 3월 14일경부터 렛츠 트위스트가 생겼다.